# T'agrada Hitchcock?
T'agrada Hitchcock? (en italià Ti piace Hitchcock?, comercialitzada en anglès com Do You Like Hitchcock?) és un telefilm giallo rodat el 2005 i dirigit per Dario Argento.

## Producció
Aquest telefilm és una coproducció internacional: realitzat pel productor italià Carlo Bixio per Genesis Motion Pictures, Rai Trade i Rai Fiction; i del productor català Joan Antoni González i Serret per ICC i Televisió de Catalunya.
La pel·lícula es va rodar a Torí durant l'estiu de 2004. Entre el 2005 i el 2006 la pel·lícula es va distribuir en DVD per a vídeo domèstic amb el títol internacional Do you like Hitchcock? a alguns països del mon i projectat en alguns festivals de cinema europeus.
Ha estat doblat al català i emès per TV3 el 19 d'abril de 2006. La Rai 2 la va emetre en prime time el 24 d'agost del 2007 amb els rètols "prohibit als menors d'edat".
La pel·lícula als Estats Units d'Amèrica és més aviat rara de trobar, ja que no hi ha un sol DVD amb cas: la pel·lícula només es troba al Dario Argento Box Set, una caixa que conté 5 pel·lícules del director on també es troba Il cartaio (The Card Player), també rar, però disponible en un sol DVD.

## Sinopsi
La pel·lícula comença amb el protagonista Giulio que, de petit, corre amb bicicleta pels boscos de la província d'Asti. Ell s'atura davant d'una cabana on, a l'interior, veu dues dones que estan matant un gall. Espiarà l'escena de la finestra però poc després ha d'escapar a la desesperada perseguit per les dues dones misterioses. És una escena que serveix d'explicació a les manies voyeuristes del protagonista.
Sasha i Federica es troben en una videoteca i criden l'atenció de Giulio, un jove estudiant de cinema. Giulio, després d'haver descobert que Sasha viu al palau davant del seu, comença a espiar-la. Una nit, Giulio sent crits procedents del palau de Sasha, i més tard s'assabenta que la mare de Sasha ha estat assassinada brutalment. Giulio, pensant en la trama de la pel·lícula Estranys en un tren d'Alfred Hitchcock, es pregunta per què dues noies completament diferents passen tanta estona i per què la mare de Sasha va ser assassinada igual que succeeix a la pel·lícula.
Giulio comença a investigar, però un vespre espiant Federica descobreix que per haver robat diners als clients es veu obligada a mantenir sexe amb el seu cap a canvi del seu silenci. Descobert, Giulio es veu obligat a fugir. Un matí, Andrea (propietari de la videoteca) porta les millors pel·lícules de Hitchcock a Giulio. Aleshores, quan Andrea intenta assassinar-lo per espiar la conversa entre Federica i el seu cap, s'entén que se li va pagar per matar-lo. La mare arriba a temps amb el seu nou marit i salva Giulio però no poden atrapar Andrea que és atropellat per un cotxe. Mentrestant, Sasha és arrestada per l'assassinat de la seva mare.
Un vespre, Giulio i la seva xicota Arianna (que ja no es mostra escèptica amb les sospites de Giulio després de l'intent d'assassinat d'Andrea) veuen una dona amb una jaqueta negra, perruca negra i guants negres i decideixen seguir-la. Giulio reconeix l'assassina Federica i demana a la seva xicota que truqui a l'inspector. En aquest moment, Federica no té sortida, tracta de suïcidar-se, però l'inspector i la noia de Giulio l'atrapen i és arrestada per l'assassinat de la mare de Sasha.

## Repartiment
- Elio Germano... Giulio
- Chiara Conti... Federica Lalli
- Elisabetta Rocchetti 	... Sasha Zerboni
- Cristina Brondo... Arianna
- Iván Morales... 	Andrea
- Edoardo Stoppa ... 	Inspector

## Recepció
Ed Gonzalez va donar a la pel·lícula dues estrelles i mitja a Slant Magazine, qualificant-la d'"ambiciosa per a una producció de pantalla petita, preferible a la vergonya d' Il fantasma dell'opera, però segueix sent una imitació pàl·lida dels primers giallos del director". Va identificar com el més brillant els horribles assassinats i la seqüència de persecució de motos scooter.
Fou nominada al premi a la millor pel·lícula de televisió als V Premis Barcelona de Cinema.